# Dwugłowy rekin atakuje
Dwugłowy rekin atakuje (ang. 2-Headed Shark Attack) – amerykański horror z 2012 roku w reżyserii Christophera Douglasa-Olena Raya. Wyprodukowany przez The Asylum. W filmie występują Carmen Electra, Charlie O’Connell i Brooke Hogan.

## Fabuła
Profesor Franklin Babish z żoną Anne (Carmen Electra) wraz z grupą studentów wyrusza w edukacyjny rejs. Niespodziewanie ich statek zostaje zaatakowany przez monstrualnych rozmiarów dwugłowego rekina. Rozbitkowie docierają na znajdującą się w pobliżu bezludną wysepkę. To dopiero początek walki o życie.

## Obsada
- Carmen Electra jako Anne Babish
- Charlie O’Connell jako profesor Franklin Babish
- Brooke Hogan jako Kate
- Christina Bach jako Dana
- David Gallegos jako Paul
- Geoff Ward jako Cole
- Mercedes Young jako Liza
- Shannan Stewart jako Lyndsey
- Tihirah Taliaferro jako Michelle
- Michael Dicarluccio jako Ethan
- Lauren Vera jako Jamie

i inni.